# Lars Olsen Skrefsrud
Lars Olsen Skrefsrud, född 4 februari 1840 i Fåberg inom nuvarande Lillehammers kommun, död 11 december 1910 i Dumka i Indien, var en norsk missionär och språkforskare.

## Barn- och undomsår
Skrefsrud föddes på torpet Engesveen i Fåberg, numer en del i Lillehammers kommun, som den femte i en syskonskara på nio. Modern Eli, född Døsen var en from och rättskaffens kvinna, som sökte ge barnen en god uppfostran. Fadern Ole Nielsen Skrefsrud var en duktig hantverkare men med periodvis allvarliga alkoholproblem med dåligt uppförande och misstankar om tjuveri, en belastning för familjen. Under dessa perioder sökte han få barnen att gå ut och tigga. Familjen flyttade sedan till torpet Skrefsrud under gården Lysgaard utanför Lillehammer.
Vid åtta års ålder började Skrefsrud i omgångsskolan, en ambulerande version av allmueskolen, närmast jämförbar med den svenska folkskolan. Han visade sig under skolgången ha mycket lätt att lära, men med sitt sociala ursprung som torparpojk saknades möjligheter till fortsatta studier. Då modern dog 1856 gick han i mekanikerlära, tog sedan värvning som trumslagare, men råkade i dåligt sällskap och gjorde sig medskyldig till inbrott, som ådrog honom fyra års fängelse. Efter 2½ år blev han frigiven. Under strafftiden hade han blivit religiöst väckt och hänförd för missionens sak genom missionären Peter Fjellstedts exempel. Under fängelsevistelsen hade han, mest på egen hand, lärt sig en god del engelska, tyska, franska, latin, klassisk grekiska och hebreiska.

## Missionär
På rekommendation av Hans Peter Børresen antogs han 1862 till Johannes Gossners missionsskola i Berlin, där han lärde bland annat hindi och bestod 1863 avgångsprövningen som den främste. Samma år reste Skrefsrud till kolmissionens station i Ranchi 300 kilometer väster om Calcutta och 1865 följde Børresen efter. År 1867 påbörjade de gemensamt Santalmissionen. 
Skrefrud, som på kort tid lärt sig santalispråket och utarbetade den i sitt slag grundläggande Grammar of the Santhal Language (Benares, 1873) och påbörjade en santali-engelsk och engelsk-santalisk ordbok, som förelåg färdig till tryckning 1905. Under samma period sammanställde han en litteratursamling på santali med uppbyggelseböcker, läroböcker, översättningar av psalmer och fabler, bland andra 73 av Aisopos (1886), folklore inklusive en stor samling uppteckningar om santalernas traditioner och institutioner (1887). Tillsammans med svensken Ernst Heuman och norrmannen Paul Olaf Bodding utgav han en 1906 fullbordad översättning på santali av Nya testamentet. 
Skrefsrud deltog från 1890 även i utgivningen av månadsskriften "Santalernes ven" i Benagaria och skrev artiklar för missionsorganisationer i Danmark som "Dahkwala" och i Norge som "Santalen". Av hans föredrag och tal under hans stora informationsresor i Europa 1873–74 och 1881–83, 1894–95 och i USA har många tryckts på olika språk, på norska bland annat Udvalgte taler 1883.

## Prästvigning och utmärkelser
Under sitt andra besök i Norge vigdes Skrefsrud 26 juli 1882 till missionspräst. Han var hedersdoktor vid universitetet i Calcutta och ledamot av bland annat Videnskapsselskapet i Kristiania.